# Oranjerie van Villa ´t Benthuijs
De Oranjerie aan de Eemnesserweg 89A, is een rijksmonument in Baarn in de provincie Utrecht en is een voormalige oranjerie van villa Benthuijs. Het staat aan de Eemnesserweg, achter het huis ´t Benthuijs aan de rand van het Wilhelminapark dat onderdeel is van  rijksbeschermd dorpsgezicht Prins Hendrikpark e.o.

## Oorsprong
De oranjerie is vermoedelijk in dezelfde periode gebouwd als Benthuijs. Het gebouw, wat naar alle waarschijnlijkheid ontworpen is door de toenmalige eerste eigenaar van het landgoed Nicolaas Redeker Bisdom, is met de achtergevel naar de Eemnesserweg gekeerd, de voorkant ligt op het zuiden.
Het kleine gebouwtje heeft een rechthoekige plattegrond, met aan de voorkant 3 grote openslaande deuren.

## Bewoning
De oranjerie is na een restauratie in 1991 geschikt gemaakt voor particulier bewoning. Daarbij is aan de achterkant een aanbouw gemaakt, deze valt buiten de monumentale status.